# Хвороба Каслмена
Хвороба Каслмена (англ. Castleman disease) — група рідкісних лімфопроліферативних порушень, що характеризуються збільшенням лімфатичних вузлів, характерними особливостями мікроскопічного аналізу збільшеної тканини лімфатичного вузла, а також низкою симптомів та проявів. Світове поширення хвороби не вивчено, вважається що в США щорічно виявляється від 6 до 8 тисяч захворілих.

## Етимологія
Названа на честь американського лікаря і патолога Бенджаміна Каслмена, який першим описав хворобу в 1956 році.

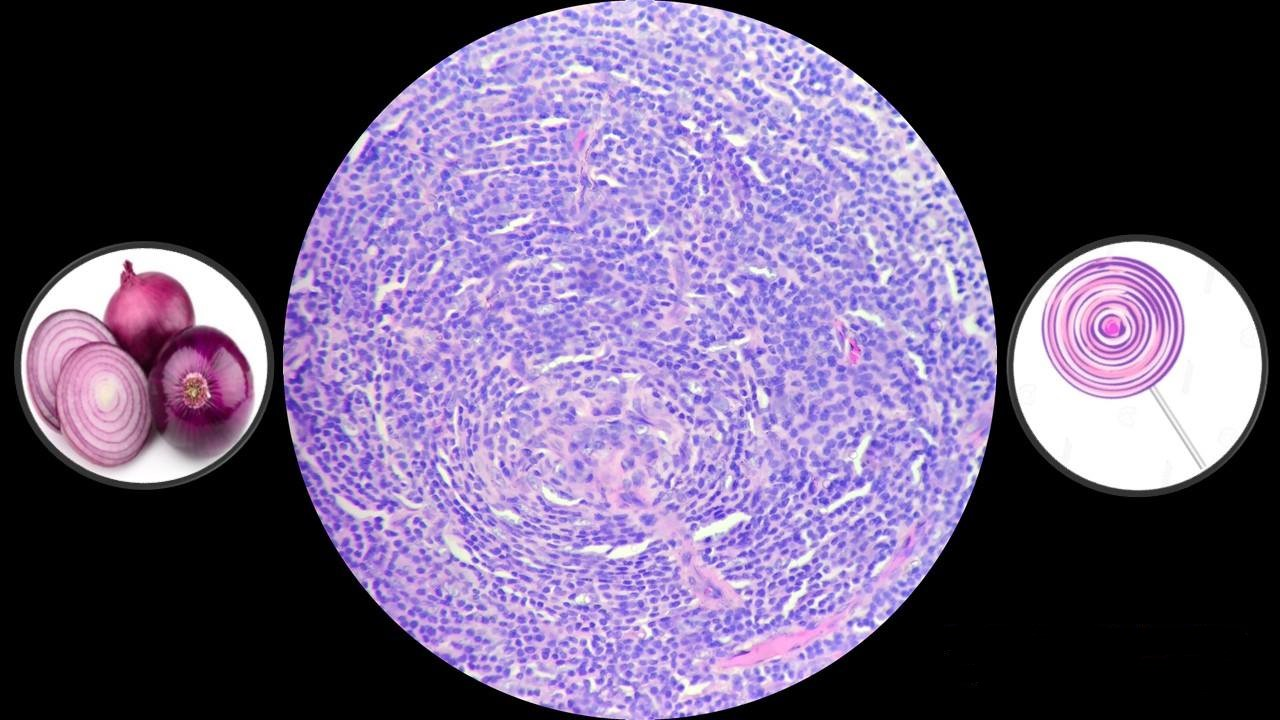
Характерна гістопатологічна картина при хворобі Каслемана — нагадує цибулю на розрізі

## Історія досліджень
До 1984 року опубліковано ряд випадків опису мультицентричної хвороби та деякі повідомлення, що описували зв'язок із саркомою Капоші. У 1995 році описаний зв'язок між герпесвірусом людини 8 типу та хворобою Каслмена у пацієнтів з ВІЛ-інфекцією. У 2017 році вперше були прийняті міжнародні діагностичні критерії консенсусу ідіопатичної мультицентричної хвороби Каслмена, а в 2018 році — перші рекомендації щодо лікування.

## Патогенез
Хвороба Каслмена визначається цілим рядом характерних особливостей, виявлених при мікроскопічному аналізі тканини із збільшених лімфатичних вузлів:
- гіалінові судинні — регресують зародкові центри, регенерація фолікулярних дендритних клітин або дисплазія, гіперваскулярність в міжфолікулярних областях, склеротичні судини, помітні мантійні зони із зовнішнім виглядом цибулі на розрізі.
- плазмоцитарні — збільшена кількість фолікулів з великими гіперпластичними зародковими центрами та листоподібним плазмоцитозом (збільшена кількість плазматичних клітин).
- гіперваскулярні — схожий з гіаліновими судинними ознаками, спостерігаються при моноцентричній хворобі Каслмена. Включає регресуючі зародкові центри, денлікування фолікулярних дендритних клітин, гіперваскулярність в міжфолікулярних областях та помітні мантійні зони із зовнішнім виглядом цибулі на розрізі.
- змішані — наявність поєднання гіалінових судинних, плазмоцитарних та / або гіперваскулярних ознак.

Як вважається, у всіх випадках мультицентричної хвороби Каслмена, пов'язаних з ГВЛ-8, є плазмоцитарні зміни, але з наявними плазмобластами. Клінічна корисність виділення підтипів хвороби Каслмена за гістологічними ознаками є невизначеною, оскільки гістологічні підтипи не прогнозують ступінь тяжкості захворювання або реакцію на лікування.

## Класифікація
Хвороба Каслмена включає щонайменше 3 різних підтипи:
- моноцентрична (уніцентрична) хвороба;
- мультицентрична хвороба, пов'язана з ураженням герпесвірусом людини 8 типу (ГВЛ-8), Phadnovirus;
- ідіопатична мультицентрична хвороба.

Вони диференціюються за кількістю та розташуванням уражених лімфатичних вузлів та наявністю герпесвірусу людини 8-го типу. Правильна класифікація підтипу хвороби Каслмена є важливою, оскільки три підтипи значно відрізняються за проявами, клінічними результатами, патогенезом, підходом до лікування та прогнозом.
При моноцентричній хворобі один або кілька збільшених лімфатичних вузлів є в одній анатомічній області. При мультицентричній хворобі збільшені лімфатичні вузли присутні в декількох анатомічних областях. Єдиною відомою причиною хвороби Каслмена є неконтрольоване зараження герпесвірусом людини 8, про що є свідчення лише у випадках мультицентричної хвороби.

### Моноцентрична хвороба Каслмена
Підтип хвороби Каслмена (також відомий як гігантська гіперплазія лімфатичних вузлів, лімфоїдна гамартома або гіперплазія ангіофолікулярних лімфатичних вузлів), при якому є збільшений лімфатичний вузол або численні збільшені лімфатичні вузли в одній анатомічній ділянці. Це найпоширеніший підтип хвороби Каслмена, симптоми, як правило, легкі, зміни аналізу крові є рідкістю, дисфункція органів незначна, а хірургічне лікування ефективне у більшості пацієнтів. Причина невідома.

### Ідіопатична мультицентрична хвороба Каслмена
Збільшені лімфатичні вузли виявляються у кількох анатомічних областях. Причина невідома. Зустрічається рідше, ніж моноцентрична хвороба і порівняно з нею, симптоми, як правило, більш тяжкі, присутні лабораторні відхилення, а медикаментозні препарати використовуються для лікування, оскільки хірургічні методи неефективні.
Має три підтипи, що демонструють різні клінічні особливості:
- POEMS-асоційований HHV-8-негативний: є полірадикулоневропатія, органомегалія, ендокринопатія, порушення проліферації моноклональних плазматичних клітин та зміни шкіри, ці пацієнти часто мають унікальні клінічні особливості та вимагають лікування, спрямованого на контроль над POEMS.
- TAFRO, HHV-8 — негативний: є тромбоцитопенія, анасарка, мієлофіброз, ниркова дисфункція та органомегалія (абревіатура англійською TAFRO) часто трапляються у випадках HHV-8-негативних MCD. Ці випадки часто мають змішані або гіперваскулярні (раніше їх називали гіалінові судинні) гістопатологічні особливості та нормальний рівень гамма-глобуліну. Етіологія та патологічні типи клітин невідомі.
- підтип, який не має ознак POEMS або TAFRO. Ці пацієнти часто мають тромбоцитоз, гіпергаммаглобулінемію та змішану або плазмоцитарну гістопатологічні особливості. Етіологія та патологічні типи клітин абсолютно невідомі.

### Мультицентрична хвороба Каслмена, пов'язана з ураженням герпесвірусом людини 8 типу (ГВЛ-8)

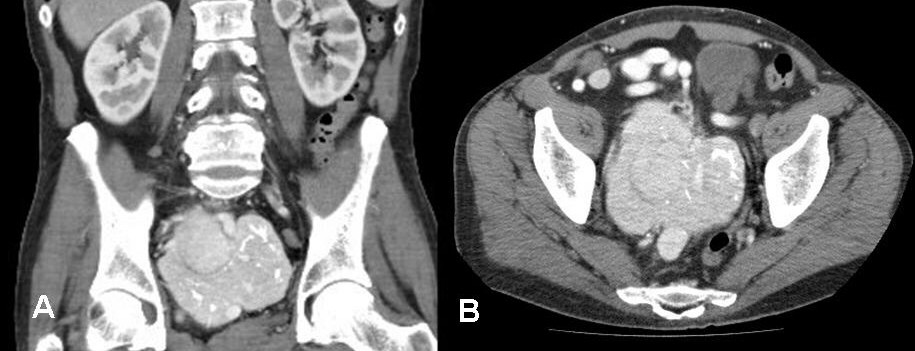
Передопераційна комп'ютерна томографія у хворого з хворобою Каслмена. А. Показує високо васкуляризовану заочеревинну пухлину розміром 10 × 9,2 см з внутрішньопухлинними кальцифікатами. Дилатація правого сечоводу (II ступінь), (корональна мультипланарна реформація. Б. Та ж пухлина в осьовій орієнтації. Іншої локалізації пухлини в області живота чи збільшення лімфатичних вузлів не виявлено.

ГВЛ-8 (HHV-8) належить до роду Rhadinovirus, підродини Gammaherpesvirinae, родини Herpesviridae. Він є одним з 7 відомих на даний момент доказаних онкогенних вірусів. ГВЛ-8 містить велику дволанцюжкову ДНК. Має геном, який складається з 165 тисяч триплетів нуклеїнових кислот, численні гени, зокрема які кодують ферментзв'язуючий білок, інтерлейкін IL-6, інтерферон, білки синтезу ДНК дигідрофолатредуктази, тимідинкінази, тимідилат синтетази, ДНК-полімерази та багато інших. Жоден відомий інший онкогенний вірус людини не містить такого набору генів. Здатний спричинити окрім хвороби Каслмена ще декілька уражень.
Детальніші відомості з цієї теми ви можете знайти в статті Інфекція, яку спричинює герпесвірус людини 8-го типу.
При цій мультицентричній хворобі Каслмена є збільшені лімфатичні вузли є у кількох анатомічних областях та зараження ГВЛ-8. Вона зустрічається рідше, ніж інші різновиди хвороби Каслмена і діагностується найчастіше у пацієнтів, інфікованих вірусом імунодефіциту людини. Цей різновид має подібні симптоми та клінічні результати до ідіопатичної мультицентричної хвороби Каслмена — лікується медикаментозними препаратами, оскільки операція неефективна.

## Діагностика
Клінічні діагностичні критерії включають обов'язково:
- Конституційні симптоми
- Гепатоспленомегалія (збільшення печінки та селезінки)
- Анасарка, набряки або випоти у порожнини
- Виразкуваті гемангіоми у вигляді вишні або фіолетових папул
- Лімфоцитарний інтерстиціальний пневмоніт

Мінімальні лабораторні критерії:
- Підвищений рівень CRP та / або ШОЕ
- Анемія
- Тромбоцитопенія або тромбоцитоз
- Гіпоальбумінемія
- Ниркова дисфункція
- Поліклональна гіпергаммаглобулінемія

Для оцінки та визначення правильного підтипу показані різноманітні лабораторні тести та візуальні дослідження, але всі три підтипи потребують гістологічного дослідження зразка біопсії із лімфатичного вузла.
Візуалізація в першу чергу корисна для визначення реакції на терапію. Візуалізацію всього тіла слід проводити у всіх пацієнтів. Як правило застосовують FDG-позитронно-емісійну томографію.
Результати лабораторних досліджень досить різні при трьох підтипах хвороби. Досліджують наступне:
- Клінічний аналіз крові — анемія (зазвичай легка до помірної, зрідка рівень гемоглобіну становить <8 г / дл), тромбоцитоз або тромбоцитопенія.
- Функціональні печінкові тести — гіпоальбумінемія та підвищена активність лужної фосфатази.
- Електрофорез сироваткового білка з імунофіксацією та визначенням фракцій глобулінів — поліклональна гіпергаммаглобулінемія.
- C-реактивний білок (СРБ) — зазвичай підвищений.
- ШОЕ — зазвичай підвищено.
- Фібриноген — зазвичай підвищений.
- Дослідження на гепатит В, герпесвірус людини 8-го типу (HHV-8) та ВІЛ — проводиться дослідження в ПЛР кількості копій вірусів, якщо початкові результати є позитивними.
- Інтерлейкін-6 (ІЛ-6) та лактатдегідрогеназа (ЛДГ) — зазвичай показники підвищені.
- Фактор росту судинного ендотелію — може бути підвищеним.
- Автоантитела, такі як антинуклеарні (ANA) — можуть бути підвищеними.

Ексцизійна біопсія лімфатичного вузла повинна проводитися на максимально збільшеному, найбільш легкодоступному вузлі. Якщо повна ексцизійна біопсія лімфатичного вузла неможлива, можна зробити біопсію з голкою, керовану за допомогою комп'ютерної томографії. Тонкоголкова аспірація у такій ситуації не буде доцільною. Отриманий біоптат слід направити на морфологічну оцінку, тестування на вірус герпеса 8-го типу, проточну цитометрію, цитогенетику, флуоресцентну гібридизацію in situ для досліджень лімфоми та перегрупування генів В-клітин.

## Лікування
Варіюється залежно від підтипу хвороби Каслмена. Для моноцентричного варіанту хвороби Каслмена хірургічне видалення збільшеного лімфатичного вузла вважається золотим стандартом лікування. Системні симптоми та лабораторні порушення, якщо вони є, мають тенденцію до щезнення при повній резекції збільшеного лімфатичного вузла або солітарної області лімфатичних вузлів. Про рецидиви рідко повідомлялося і, як правило, пов'язане з неповним об'ємом резекції або пропущеними лімфатичними вузлами при початковій оцінці, хоча не всі рецидиви виявляються в одному анатомічному місці. У рідкісних випадках у пацієнтів можуть зберігатися стійкі запальні симптоми (але не лабораторні показники) навіть після повної хірургічної резекції. При ураженні медіастинальних лімфовузлів, що знаходяться дуже близько до головного бронху або основних кровоносних судин слід спочатку провести системну терапію, як при мультицентричній хворобі, пов'язаної з ураженням ГВЛ-8 з наступним безпечнішим хірургічним втручанням.
При мультицентричному варіанті хвороби Каслмена, пов'язаному з ураженням ГВЛ-8, лікування ритуксимабом є високоефективним. Пацієнтам із супутньою ВІЛ-інфекцією та низьким рівнем CD4 та / або високим вірусним навантаженням ВІЛ слід застосовувати антиретровірусну терапію разом з ритуксимабом. Для ВІЛ-негативних пацієнтів потрібна супутня антивірусної терапія ганцикловіром. Лікування ритуксимабом слід повторити при рецидиві. Ритуксимаб може вводитися або без кортикостероїдів та / або хіміотерапії. Однак терапія ритуксимабом час від часу може спровокувати ріст саркому Капоші, яку слід виключити у ВІЛ-позитивних пацієнтів з високим вірусним навантаженням, низьким рівнем CD4. Для пацієнтів, які мають дані про загрозливу життю недостатність органу або низький стан працездатності, можна додати ліпосомальний доксорубіцин або етопозид.
При ідіопатичній мультицентричній хвороби Каслмена використовується сілтуксимаб — моноклональне антитіло, яке зв'язує інтерлейкін-6). Якщо сілтуксимаб недоступний, замість нього може застосовуватися тоцилізумаб. Лікування анти-IL-6 продовжується до прогресування захворювання з метою підтримки реакції та запобігання раннього рецидиву. Після введення сілтуксимабу лабораторні тести на рівень IL-6 стають не інтерпретованими, тому рівні IL-6 не повинні використовуватися для  прийняття лікувальних рішень упродовж принаймні 18-24 місяців після останньої дози сілтуксимабу. Серед 66% пацієнтів, що не  зреагували на лікування сілтуксимабом, приблизно половина їх не мала підвищеного рівня IL-6.
Інші препарати включають тоцилізумаб, сиролімус, глюкокортикостероїди, циклоспорин, анакінра, талідомід, внутрішньовенний імуноглобулін, бортезоміб.
Системні глюкокортикостероїди можуть забезпечити полегшення, але не зменшують розмір пухлини. Променева терапія 30-45 грей може призвести до повної та часткової швидкості ремісії, але здатна спричинити променевий фіброз, що ускладнює подальше хірургічне втручання. Хірургічне втручання, як правило, дає сприятливий результат. У пацієнтів, ушкодження яких неможливо повністю резекувати, результати залишаються сприятливими. Частково резековані маси можуть залишатися стабільними та безсимптомними протягом багатьох років.
Відповідь на лікування оцінюється за допомогою візуалізації та лабораторних даних через 2-3 тижні терапії. ІЛ-6-спрямовану терапію слід призначати постійно.
Проводиться моніторинг з періодичністю (2-4 місяці) зі вивченням анамнезу та фізичним обстеженням та біомаркерами сироватки крові (включаючи ІЛ-6, СРБ тощо). Як правило, щорічну комп'ютерну томографію можна припинити через 5 років, якщо у пацієнта за цей час не виникло рецидиву.

## Організація дослідження хвороби
«Мережа співпраці для боротьби з хворобою Каслмена» (The Castleman Disease Collaborative Network) була заснована в 2012 році, є найбільшою організацією, яка зосереджена на проблемах цієї хвороби. Це глобальна мережа спільної роботи, яка бере участь у дослідженнях, обізнаності та підтримці пацієнтів.